# 科瓦奇·伊姆赖
科瓦奇·伊姆赖（匈牙利語：Kovács Imre，1921年11月26日—1996年3月9日），匈牙利男子足球运动员，司职中场。他曾代表匈牙利参加1952年夏季奥林匹克运动会足球比赛，获得一枚金牌。